# 王之凤
王之凤（1911年—1936年10月18日），外号“大老黑”，山东海阳人，曾任中国共产党胶东特别委员会委员。

## 生平

### 早年
1911年，王之凤出生于山东省海阳县石马疃头村的一户农民家中。7岁时，开始到学校读书，因常常在放学后边放牛边看书，被乡人夸赞“挂角勤学”。1929年春，王之凤加入中国国民党，后因不认同蒋介石发动的清党而脱离国民党。1931年11月，王之凤考入山东省立第二乡村师范学校。在二乡师期间，王之凤积极参加抗日救国活动，到集市、乡间演讲，张贴标语、发起募捐支援东北抗日义勇军。还曾与同学们一起到乡下与农村青年排练《放下你的鞭子》《还我河山》等话剧，教唱《大路歌》、《流亡三部曲》等爱国歌曲等。

### 加入中共后
1932年夏，经中共莱阳县委书记张静源和海阳早期党员于寿康介绍，加入中国共产党。1932年10月，山东省主席兼第三路军总指挥韩复榘与第二十一師師長劉珍年爆发内战。二乡师因遭刘珍年部抢掠破坏，师生散逃，于1932年底停课，王之凤因此辍学回乡。回乡后，王之凤在夏泽村育英小学秘密开展活动，并参与发动夏泽村雇农罢工示威。
1933年7月上旬，王之凤受中共莱阳中心县委派遣，到招远县立道头第五高级小学发展李厚生等人为党员，成立中共招远县道头中心支部，为招远县的第一个党支部。1933年10月，中共胶东特委书记张静源被叛徒暗害，莱阳中心县委与上级党组织失去联系，文登、荣成、海阳、莱阳、招远、栖霞、牟平等七县党组织派代表在文登乡师召开紧急联席会议，王之凤作为海莱代表出席。会后，王之凤遵照会议精神努力恢复发展当地的中共组织。
1935年，王之凤任中共胶东特委委员。1935年10月，中共胶东特委在烟台姜振芳果园召开秘密会议，决定发动大规模武装暴动，即“一一·四”暴动。王之凤认为时机不成熟，不宜发动大规模武装暴动，但未被胶东特委采纳，且因此被排挤出特委领导班子。“一一·四”暴动失败后，国民政府“清乡”使海阳也处于白色恐怖中，王之凤会同李桂岩等人恢复海阳的中共党组织，并发展地下武装力量。

### 牺牲
山东民团第五路指挥、清乡司令张骧伍对王之凤发出悬赏通缉：“活抓匪首王之凤者，赏大洋50元，知情不报者，以通匪论罪。”王之凤家所在的石马疃头曾遭海阳县政府派警察多次搜查。后因保长马士杰告密，王之凤于1936年9月22日在荷叶山后村被捕，海阳县六区区长车子奇亲自将王之凤押往海阳县城的“清乡司令部”邀功请赏。在法庭受审时，王之凤仍宣传中国共产党的革命救国主张，痛斥中国国民党当局对革命活动的镇压。张襄武和县长骆茗庵为从王之凤处获取情报，曾对其施用各种酷刑，但均未能如愿。狱吏王繁英因为祖父是辛亥革命烈士，父亲因抗苛捐遇难而非常钦佩王之凤。在王繁英的协助下，王之凤对在清乡中被捕的难友们进行气节教育，号召大家不泄密、不自首。当张襄武逼王之凤写“悔过自首书”时，他撰就《告同胞书》来号召人民抗日。在得知即将就刑后，王之凤咬破手指留诗：“笑对虎狼刑，囹圄播火种，刀头一滴血，乾坤能染红。”
1936年10月18日，王之凤被处决于海阳凤城北门外刑场，时年26岁。就义时，因坚决立而不跪，被刽子手数次按倒后都毅然挺身而起，后站立行刑。遗体后来被安葬于石马疃头村。

## 备注
1. ↑  该村今属烟台市海阳市小纪镇[2]
2. ↑  一说1936年9月23日[8]